# Dao (Capiz)
Dao (Bayan ng Dao) är en kommun i Filippinerna. Kommunen ligger på ön Panay, och tillhör provinsen Capiz. Folkmängden uppgår till 30 623 invånare.

## Barangayer
Dao är indelat i 20 barangayer.
| - Aganan - Agtambi - Agtanguay - Balucuan - Bita - Centro - Daplas - Duyoc - Ilas Sur - Lacaron | - Malonoy - Manhoy - Mapulang Bato - Matagnop - Nasunogan - Poblacion Ilawod - Poblacion Ilaya - Quinabcaban - Quinayuya - San Agustin (Ilas Norte) |